# Брезово Брдо
Брезово Брдо (словен. Brezovo Brdo, итал. Bresovoberdo) је насељено место у општини Хрпеље–Козина, Обално-Крашка регија, Словенија.

## Историја
До територијалне реорганизације у Словенији био је у саставу старе општине Сежана.

## Становништво
У попису становништва из 2011. године, Брезово Брдо је имао 31 становника.
| Број становника према пописима | Број становника према пописима | Број становника према пописима |
| ------------------------------ | ------------------------------ | ------------------------------ |
| 1991                           | 2002                           | 2011                           |
| 42                             | 30                             | 31                             |